# Bokșîn, Koreț
Bokșîn (în ucraineană Бокшин) este un sat în comuna Svitanok din raionul Koreț, regiunea Rivne, Ucraina.

## Demografie
Componența lingvistică a localității Bokșîn
     Ucraineană (100%)
Conform recensământului din 2001, toată populația localității Bokșîn era vorbitoare de ucraineană (100%).